# 18932 Робінгуд
18932 Робінгуд (18932 Robinhood) — астероїд головного поясу, відкритий 28 серпня 2000 року.
Тіссеранів параметр щодо Юпітера — 3,519.
Названо на честь героя середньовічних англійських народних балад Робін Гуда